# Seth Ward (clérigo)
Seth Ward (11 de novembro de 1645 - 11 de maio de 1690) foi um sacerdote anglicano, arquidiácono de Wilts de 1675 a 1687.
Ward nasceu em Buntingford e foi educado no New College, Oxford. Formou-se BA em 1671 e MA em 1674. Foi reitor de Brightwell-cum-Sotwell, Oxfordshire de 1675 até à sua morte, chanceler da Catedral de Salisbury de 1681 a 1687, e Tesoureiro de 1687 até à sua morte. Ele também foi um prebendário da Catedral de Winchester.
O seu tio, também chamado Seth Ward, foi bispo de Salisbury de 1667 a 1689.